# Cemil Vatansever
Cemil Vatansever (* 16. April 1984 in Kardschali) ist ein türkischer Fußballspieler. 

## Karriere

### Verein
Vatansever begann seine Karriere beim Viertligisten Gaziosmanpaşaspor. Dort spielte er zweieinhalb Jahre und wechselte im Januar 2007 zu İstanbulspor. Beim Drittligisten gehörte Vatansever zu den Stammspielern. Seit der Saison 2008/09 spielt der Abwehrspieler für Boluspor.
Zur Saison 2014/15 wechselte Vatansever zum neuen Zweitligisten Alanyaspor. Nach nur neun Einsätzen in der Hinrunde wechselte er in der Winterpause zu Göztepe Izmir und im Sommer 2016 zum Istanbuler Drittligisten Pendikspor.

### Nationalmannschaft
Vatansever wurde einmal im August 2007 im Rahmen eines U-21-Freundschaftsspiels gegen die albanische U-21-Nationalmannschaft eingesetzt.